# 破碎蜥蜴
破碎蜥蜴（英語：Broken Lizard），美國喜劇團體，由傑伊·錢德拉薩卡、凱文·赫夫南、史蒂夫·雷米、保羅·索德以及艾瑞克·史托漢斯克組成，以擅長製作喜劇片而聞名。雖然錢德拉薩卡和赫夫南擔任電影的主要導演，但實際上團隊沒有單一領袖，五名成員在選擇題材和編寫項目時齊心協力。他們平時喜歡互相開玩笑，並在創作劇本時編寫各自的戲份。

## 歷史
團對1989年於柯蓋德大學成立，當時傑伊·錢德拉薩卡應朋友兼同學艾拉·利斯（Ira Liss）的要求製作一部喜劇節目。錢德拉薩卡打算組織一支喜劇小品團體，其中包括Beta Theta Pi兄弟會的所有成員：凱文·赫夫南、史蒂夫·雷米、保羅·索德以及艾瑞克·史托漢斯克。他們最早以「燒焦鵝喙」（Charred Goosebeak）的名義表演了現場舞台小品及短片系列。赫夫南和錢德拉薩卡90年畢業，在紐約市靜靜地等待另外三人，以組建新團體。當雷米未能離開柯蓋德並搬到紐約市時，與赫夫南和錢德拉薩卡混在一塊數個月。隨著一場演出的臨近，他們花了三天時間抽大麻煙，並為新團體命名。經過多次辯論，確定了「巧克力速比歐隊」（The Chocolate Speedo Team）一名；直到站在錢德拉薩卡海報設計師的電腦前時，單方面隨意把名稱改成了「破碎蜥蜴」。索德及史托漢斯克畢業並加入了破碎蜥蜴；在小品表演三年後，團體利用拍小短片的知識而拍攝了首部劇情短片《錫箔猴議程》（Tinfoil Monkey Agenda，1994年），主要講述荒謬的媒體惡搞。隨後的長片作品為校園喜劇片《水坑巡艦》（1996年），以及警察喜劇片《烏龍巡警》（2001年）。《烏龍巡警》在2001年日舞影展上賣給福斯探照燈影業，令破碎蜥蜴爆紅。
《烏龍巡警》在影評及商業表現上中等，但仍成為受到一批影迷歡迎的邪典電影。之後他們拍攝了戲仿恐怖片的《恐怖俱樂部》（2004年）；因錢德拉薩卡為華納兄弟執導了《飆風天王》（2005年），使破碎蜥蜴得以與該公司簽約拍攝《酒國英雄榜》（2006年）。從《水坑巡艦》至《酒國英雄榜》，破碎蜥蜴的電影皆由錢德拉薩卡執導，直到《拳王開飯館》（2009年）換赫夫南首次擔任導演。2012年，他們有意製作《烏龍巡警》續集。2015年透過眾籌活動而取得一筆資金。2018年，發展多年的《烏龍巡警2》正式上映。上映後他們更開始計畫推出第三集。
2021年11月，據報導，探照燈影業和破碎蜥蜴計畫製作惡搞《鐘樓怪人》的喜劇片《新鐘樓怪人》。

## 作品列表
- 《水坑巡艦（英语：Puddle Cruiser）》（1996）
- 《烏龍巡警》（2001）
- 《恐怖俱樂部（英语：Club Dread）》（2004）
- 《飆風天王（英语：The Dukes of Hazzard (film)）》（2005；錢德拉薩卡執導，全員客串演出）
- 《酒國英雄榜》（2006）
- 《拳王開飯館》（2009）
- 《破碎蜥蜴站起來》（Broken Lizard Stands Up，2010；電視特輯）
- 《不速之客（英语：Freeloaders (film)）》（2012；以團體名義製作及演出）
- 《烏龍巡警2》（2018）[7]
- 《新鐘樓怪人（英语：Quasi (film)）》（2023）

## 外部連結
- 官方网站
- 破碎蜥蜴的X（前Twitter）